# ایوانوفسکویه (استان آرخانگلسک)
ایوانوفسکویه (به لاتین: Ivanovskoye) یک منطقهٔ مسکونی در روسیه است که در استان آرخانگلسک واقع شده‌است.